# HMS Marshal Soult
Le HMS Marshal Soult est un monitor de classe Marshal Ney de la Royal Navy, construit dans les premières années de la Première Guerre mondiale. Mis en chantier sous le nom de M14, il a été nommé d’après le maréchal d'Empire français des guerres napoléoniennes Nicolas Jean-de-Dieu Soult. Il a servi dans les deux guerres mondiales et a été désarmé en 1946.

## Conception
Conçu pour les opérations le long de la côte belge, parsemée de bancs de sable, le Marshal Soult était équipé de deux canons de cuirassé de 15 pouces (380 mm). À l’origine, ces canons devaient être retirés de l’un des croiseurs de bataille Renown et Repulse après leur refonte. Cependant, les canons n’étaient pas prêts et les canons destinés au cuirassé Ramillies ont été utilisés à la place.
Les moteurs Diesel utilisés par les navires étaient une source constante de difficultés techniques, limitant leur utilisation.

## Service
Le Marshal Soult a effectué de nombreuses opérations de bombardement contre les positions allemandes en Flandre, y compris lors du premier raid sur Ostende en avril 1918. En octobre 1918, il devint un tender de l’école d’artillerie HMS Excellent à Portsmouth. En mars 1919, il reçut un rôle similaire à HMNB Devonport avant d’être désarmé en mars 1921. Remis en service en 1924, il a déménagé à Chatham Dockyard en avril 1926 en tant que navire-école.
Son armement a été retiré en mars 1940 et a ensuite été installé sur le nouveau monitor Roberts, de classe Roberts, qui a été achevé en 1941.
L’année de son lancement en 1915, le Caretta, une pinasse de l’Amirauté, lui a été affecté.
Il a servi tout au long de la Seconde Guerre mondiale comme navire-dépôt pour les chalutiers à Portsmouth jusqu’à ce qu’il soit vendu le 10 juillet 1946 et ferraillé à Troon.